# Stanley (Hongkong)

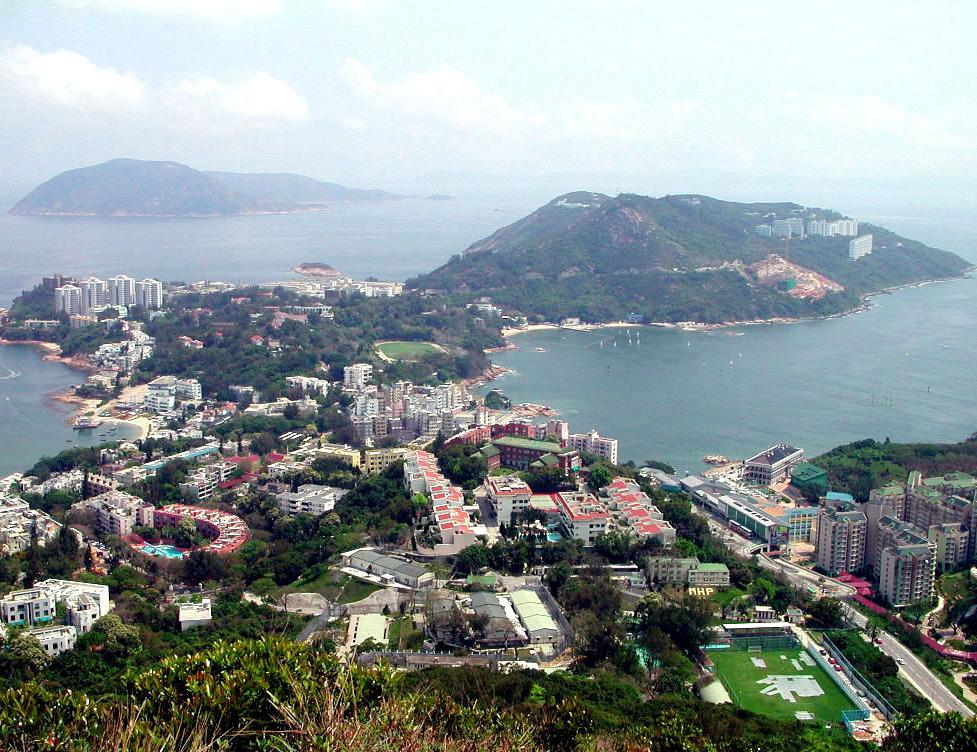
Blick über Stanley

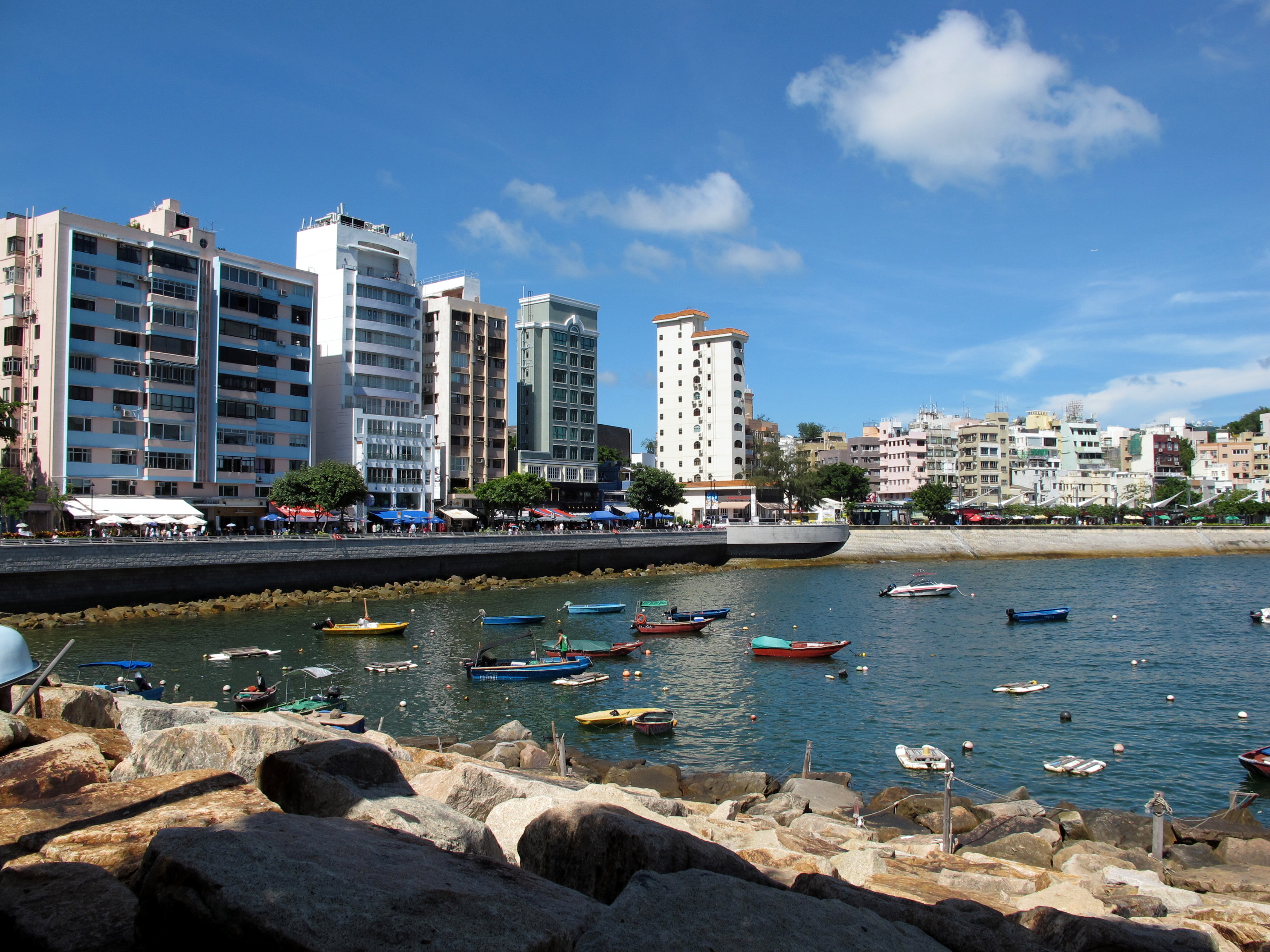
Promenade in Stanley

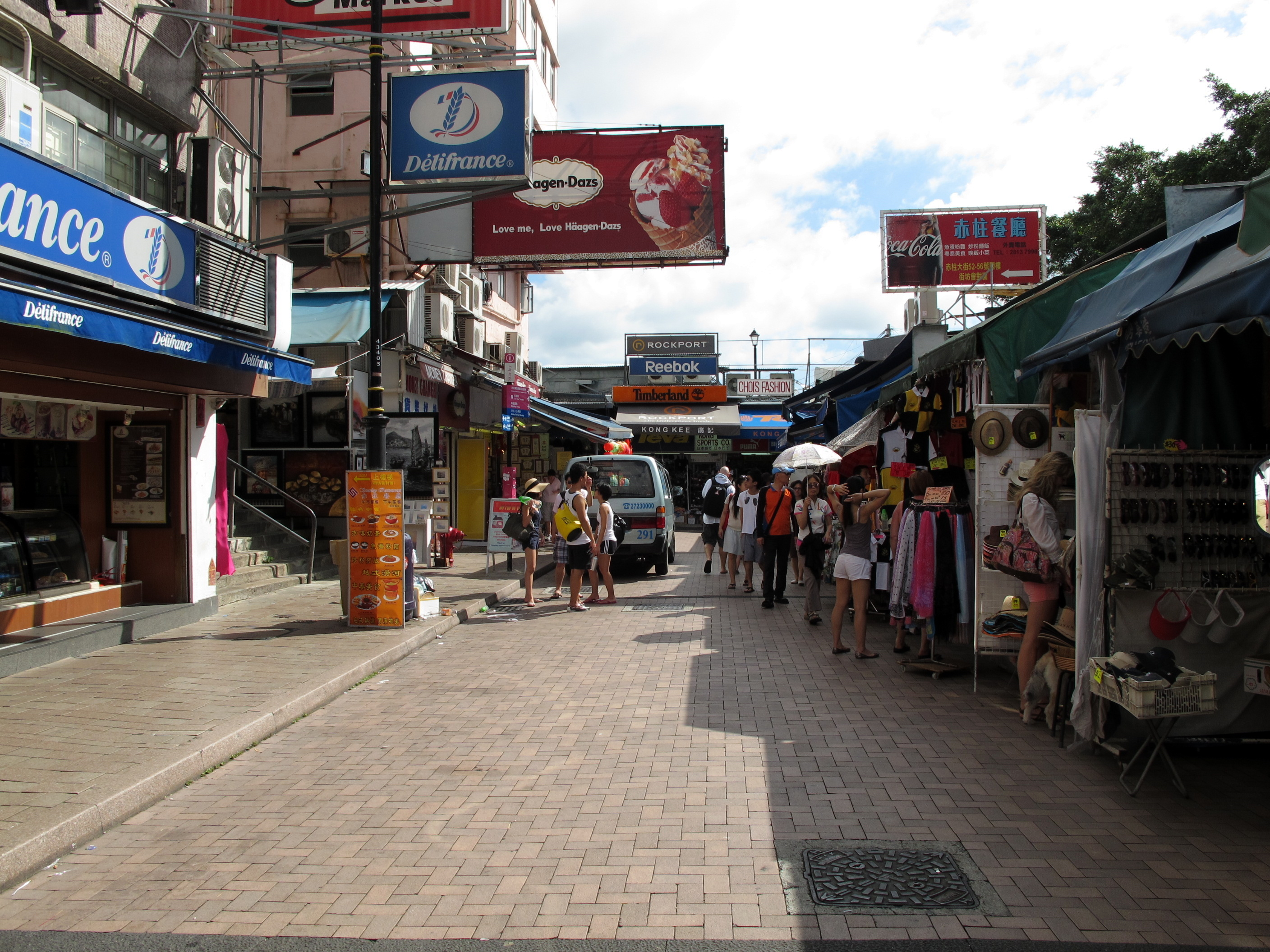
Stanley Market

Stanley (chinesisch 赤柱, Pinyin Chìzhù, Jyutping Cek3cyu5 – „rote Säule“) gehört zum Southern District von Hongkong und ist ein Ort auf der Halbinsel Stanley (赤柱半島, englisch Stanley Peninsula) an der Südküste im südwestlichen Teil von Hong Kong Island an der Stanley Bay (赤柱灣). Der Ort war vor der Kolonialzeit ein bekannter Treffpunkt für Piraten und Schmuggler.
Seit der Kolonialisierung ist er ein beliebter Wohnort von Ausländern auf Hong Kong Island und ist ein gern besuchtes Ausflugsziel für Einheimischen und Touristen. Das touristische Angebot ist gut ausgeprägt und reicht von kulturellen Sehenswürdigkeiten, Wassersportangeboten und Bademöglichkeiten bis zu verschiedenen Einkaufsmöglichkeiten. Als kulinarischen Tipp gibt es dort vor allem viele kleine Restaurants. Der Stanley Market (赤柱市集) ist vor allem bei den touristischen Gästen sehr beliebt. Das moderne Einkaufszentrum Stanley Plaza (赤柱廣場) liegt im Westteil des Halbinsels bei Ma Hang (馬坑). Zu den Bademöglichkeiten gehört z. B. der im östlichen Teil der Halbinsel gelegene Stanley Main Beach (赤柱正灘) und der südlich vom Stanley Market gelegenen St. Stephen’s Beach (聖士提反灣泳灘).

## Namensherkunft
Der englische Name dieser Ortschaft entstammt vom damaligen britischen Kriegs- und Kolonialminister bzw. Premierminister Lord Stanley, den 14. Earl von Derby. Sein chinesischer Name auf Kantonesisch "Chek Chue" oder auf Hochchinesisch "Chizhu" (赤柱 – „rote Säule“) hat seinen Ursprung von den damals vielen Roten Seidenwollbäumen (auch Asiatischer Kapokbaum, Bombax ceiba, 木棉) dieser Gegend, die zur Dämmerungszeit morgens ein schönes "rotes Schattenspiel" lieferten und im Hintergrund wie "rote Säulen" aussahen. Früher existierte in Stanley auch ein Hakka-Dorf mit demselben chinesischen Namen.

## Geschichte
Nach der Annexion Hongkongs 1842 wurde Stanley das vorläufige britische Verwaltungszentrum, bevor es an die neue gegründete Victoria City an der Nordküste der Insel von Hongkong verlegt wurde.
In Stanley waren die letzten Verteidigungsstellen britischer und kanadischer Truppen vor der Kapitulation vor den japanischen Truppen während des Kampfs um Hong Kong im Dezember 1941. Stanley Fort, die ehemaligen britischen Kasernenanlagen in Stanley, werden seit 1997 von der chinesischen Volksbefreiungsarmee genutzt.

## Wissenschaft und Bildung (Auswahl)
- Internationale Montessori-Schule (The International Montessori School – Standley Campus)[6]. Die Unterrichtssprachen in der Schule sind Englisch und Hochchinesisch (englisch Mandarin).[7]
- St Stephen’s College[8] Die Unterrichtssprache der Schule ist Englisch.[9] Neben Englisch wird ebenso großen Wert auf die Beherrschung des Chinesischen (inklusive Hochchinesisch aka Putunghua) gelegt.[10]